# Castello di Edimburgo

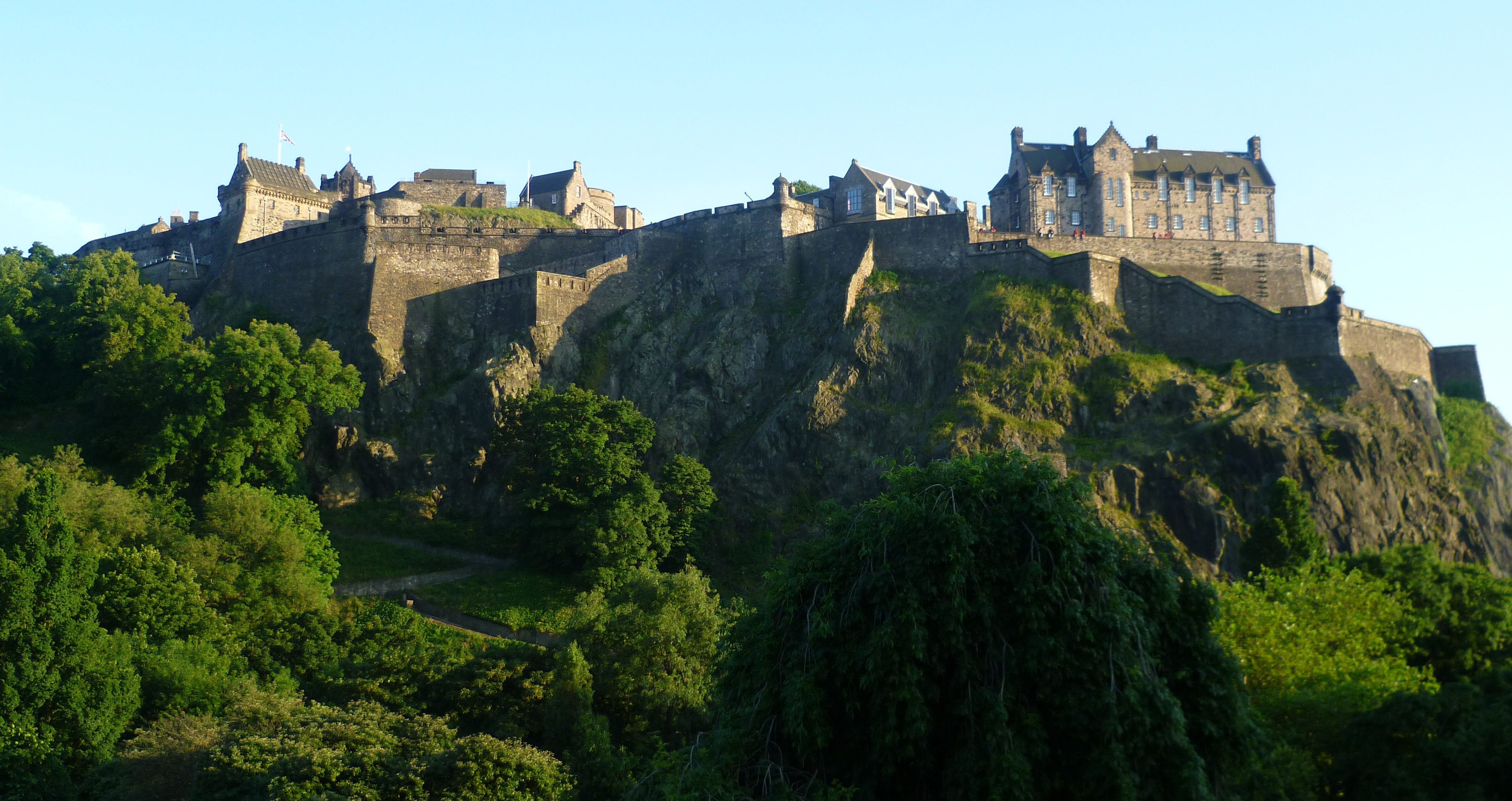
Il castello di Edimburgo visto da nord.

Il castello di Edimburgo, risalente almeno al VII secolo, sorge sulla cima di una collina che domina la città di Edimburgo. La struttura delle costruzioni attuali risale al XVI secolo ad eccezione della St. Margaret's Chapel che invece è dei primi anni del XII secolo, risultando l'edificio più antico di Edimburgo ancora integro.
Come tutti i castelli, la fortezza di Edimburgo è stata sempre un centro di attività militari. Fra le fortezze più antiche di tutta la Gran Bretagna, il castello di Edimburgo è fra le poche con una guarnigione militare permanente, sia pure per motivi di rappresentanza, e il quartier generale del Royal Regiment of Scotland e del British 52nd Infantry Brigade. È anche sede dei musei dei Royal Scots e dei Royal Scots Dragoon Guards. L'amministrazione del castello dipende dal Ministero della Difesa del Governo britannico. Il castello è diventato sede di un museo ed è quello più visitato della capitale scozzese.
Fu Sir Walter Scott a convincere nel 1819 il futuro Giorgio IV, allora Principe Reggente, ad aprire al pubblico il castello per esporre i gioielli della Corona scozzese e nei decenni successivi furono ampliate le zone che erano visitabili, rimanendo comunque il castello sotto l'esclusiva amministrazione delle forze armate fino al 1905 (e anche una caserma fino al 1923).

## Storia

### Preistoria del sito

#### Geologia
Il castello è costruito su di una roccia basaltica di origine vulcanica, stimata risalire a circa 340 milioni di anni addietro, e si eleva a circa 120 m. s.l.m..
 
Questa posizione strategica è stata fondamentale per tutti gli avvenimenti storici che si sono susseguiti nei secoli nella città di Edimburgo. Da sud, ovest e nord il castello è protetto da alcune falesie scoscese dell'altezza di circa 80 metri. Ciò significa che l'unico lato accessibile è quello ad est che costituisce l'unica via di accesso al maniero.
Questa sua ubicazione ha reso il castello inespugnabile (mai esso è stato espugnato dal nemico assediante), ma ha creato anche notevoli difficoltà logistiche, quali ad esempio il rifornimento idrico per i suoi abitanti, visto che il materiale su cui è costruito non assorbiva l'acqua piovana e quindi rendeva impossibile l'accumulo di riserve per gli abitanti del castello. Questo problema ebbe grosse ripercussioni in passato durante gli assedi ai quali venne sottoposto il castello. Nel corso di assedi molto prolungati, molti suoi abitanti morirono per la mancanza di acqua.

#### I primi abitanti

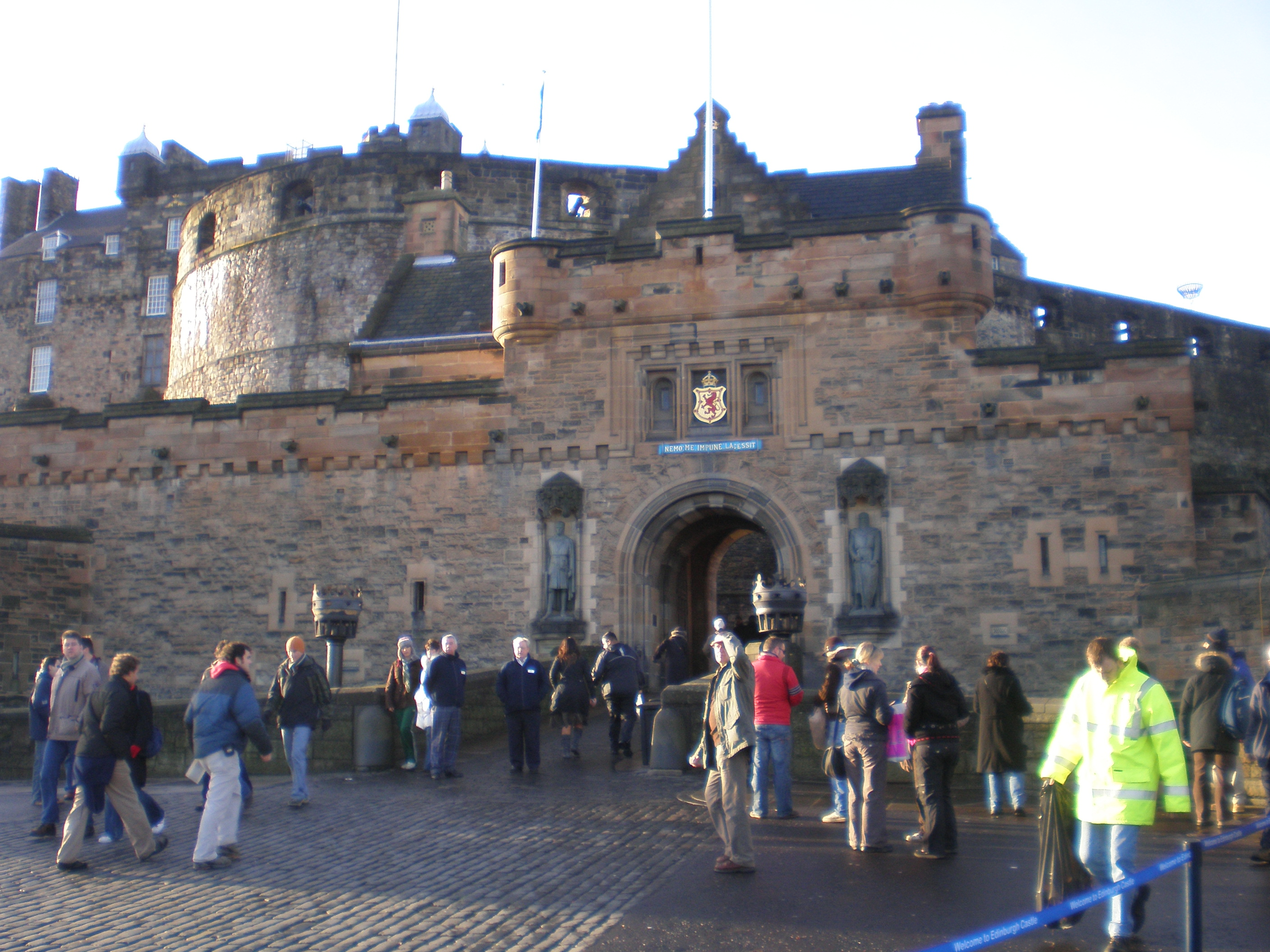
L'ingresso al castello di Edimburgo.

Le origini della città di Edimburgo sono molto discusse e contrastanti. Secondo Tolomeo il primo insediamento sulla collina del castello risaliva alla metà del II secolo, dato dalla presenza di un gruppo di Votadini all'epoca della conquista romana della Britannia. I romani chiamavano questa località con il nome di Alauna.

Notizie, poco credibili, di un precedente insediamento sono riportate da Andrew of Wyntoun un antico cronista di storia scozzese. Wyntoun fa riferimento ad un certo re Ebrawce residente nell'area, circa 1.000 anni prima della conquista romana. Se la storia è credibile, Ebrawce (da cui deriverebbe il nome Edimburgo secondo la sua versione) avrebbe avuto oltre 50 figli dalle sue venti mogli. Sul sito del castello avrebbe costruito il Maiden's Castle. Il nome di questo mitico re Ebrawce è comunque assonante all'ipotetico sub-Regno di Ebrauc esistente nella regione di York sotto la dominazione romana.
Mentre esistono dubbi circa la veridicità della storia di Wyntoun, ricerche archeologiche effettuate negli anni ottanta del XX secolo, avrebbero appurato che insediamenti in questo sito furono presenti fra la fine dell'età del ferro e l'inizio dell'Età del bronzo. In ogni caso i reperti dei ritrovamenti, non particolarmente numerosi, non hanno consentito di dirimere la questione. Sembra comunque acclarato che la storia di re Ebrawce sia solo una speculazione.
Dagli scavi eseguiti nelle zone circostanti si hanno riscontri di insediamenti dell'Età del ferro ma non sulla collina dove sorge il castello. Risultano invece documentati insediamenti di votadini intorno al I - II secolo nel sito chiamato Alauna in cui si sono trovati materiali di fattura romana come ciotole e recipienti di terracotta, bronzi e anfore. Questo riflette la relazione esistente fra romani e votadini, iniziata con Gneo Giulio Agricola e la successiva costruzione del Vallo Antonino. Da qui in poi esistono numerose evidenze di insediamenti in questo sito.

### L'alto Medioevo

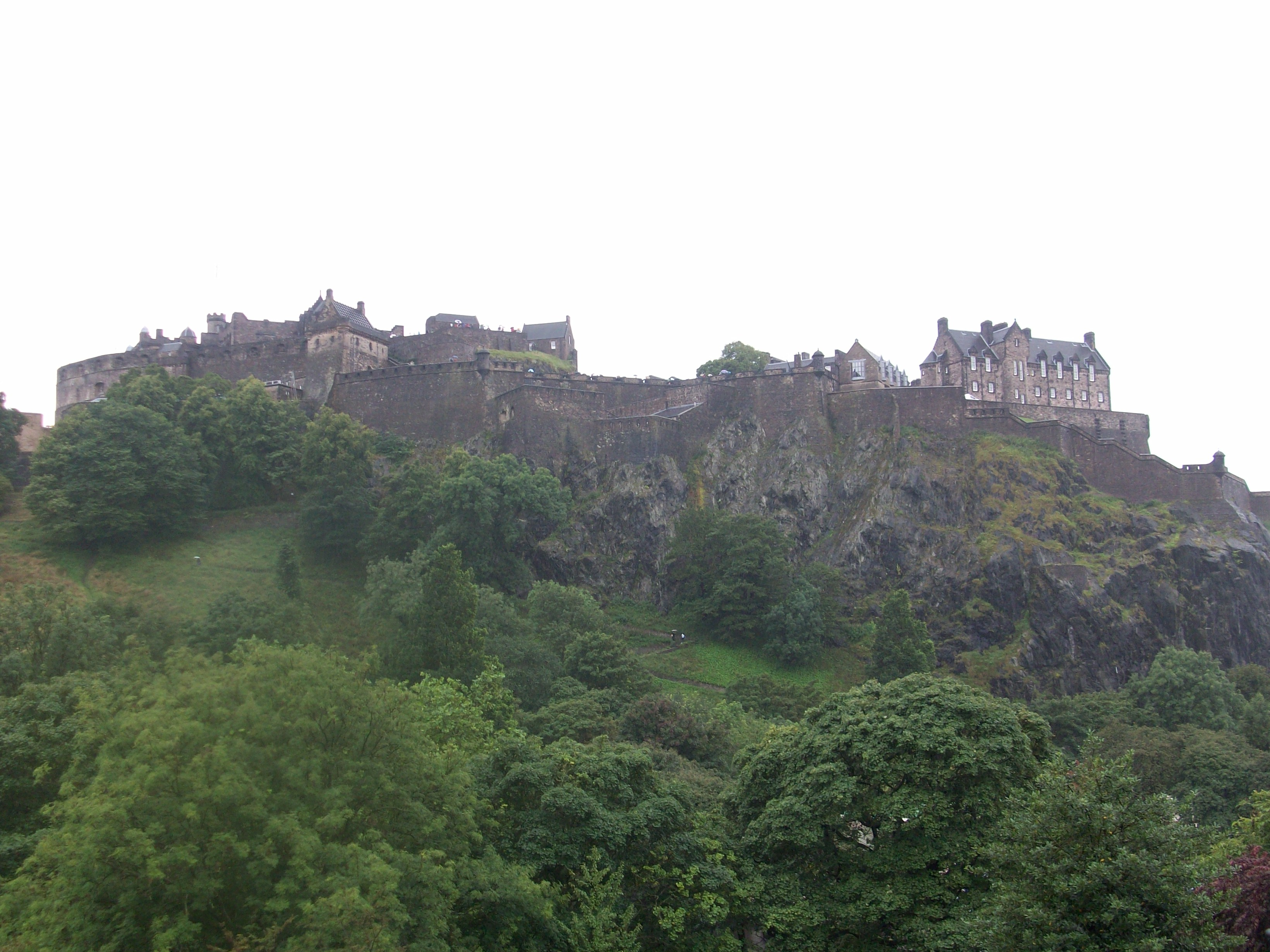
Il castello visto da Princes Street.

Non esistono notizie storiche del castello fino al VII secolo, quando nel poema epico Y Gododdin si trova un riferimento alla fortezza di Eidyn. Il poema narra del Y Gododdin re Mynyddog Mwynfawr ed il suo gruppo di guerrieri che, dopo un anno di banchetti nella fortezza, uscirono per combattere gli Angles nell'area dell'attuale Yorkshire e nonostante compissero atti di valore furono ferocemente massacrati.
In ogni caso questo racconto poetico è molto aleatorio anche se è universalmente accertato che il castello di Edimburgo e la fortezza di Eidyn sono la stessa cosa. Peraltro i reperti archeologici non aiutano più di tanto in quanto sono stati ritrovati nelle zone basse, ai piedi della cinta del castello. 
Quello che è noto è che dopo gli eventi narrati in Y Gododdin, il castello di Eidyn fu assediato dagli Angles e venne da loro conquistato. È durante questo periodo della dominazione degli Angles che Edimburgo acquisisce il suo attuale nome. Tuttavia non si conosce molto dell'insediamento sulla rocca del castello in questo periodo.

### Il basso Medioevo

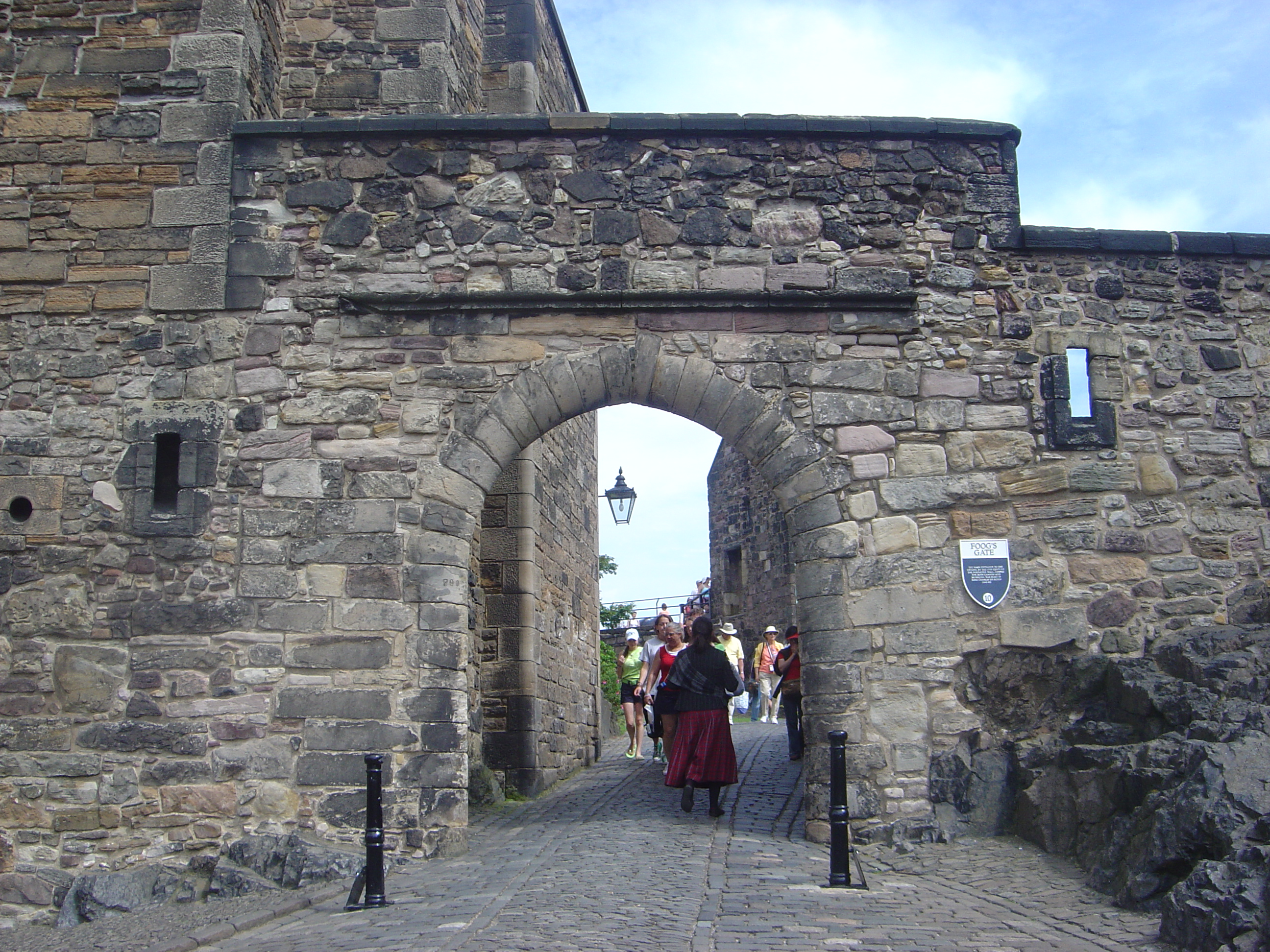
L'interno del castello.

Soltanto verso la metà dell'XI secolo, il castello comincia ad emergere dai racconti storici. John di Fordun narra della morte di re Malcolm III, dei luoghi, della sua vedova e futura Santa Margherita.
Anche se è piuttosto anacronistico parlare di capitali reali durante questo periodo di storia scozzese, fu Dunfermline piuttosto che Edimburgo la residenza reale primaria durante il regno di Malcolm III, per poi essere trasferita, durante il regno di suo figlio Re Davide I, ad Edimburgo.
Il più grande contributo che re Davide I diede allo sviluppo di Edimburgo, come luogo del potere reale, furono indubbiamente le sue riforme amministrative. A lui sono anche accreditate tangibili modifiche alla struttura del castello. Di queste comunque, solamente la cappella di Santa Margherita rimarrà a testimoniare le costruzioni di quell'epoca. Comunque, visto che la prima riunione del Parlamento scozzese venne tenuta nel 1140 proprio nel castello, dovevano necessariamente esserci altre importanti costruzioni nell'area. Dato che la parte meridionale del castello, dove si apre la porta di accesso, non doveva essere allora praticabile, par certo che dovessero essere ubicate nella parte nord nelle vicinanze della cappella di Santa Margherita. Questo ha portato a credere che la cappella sia l'ultimo edificio rimasto fra quelli che si affacciavano su di una piazza che era il centro della fortificazione nel XII secolo.

## Punti di interesse

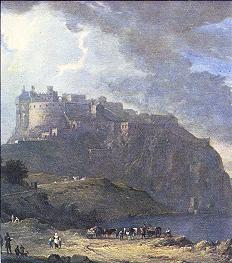
Il castello di Edimburgo, intorno al 1780, in un dipinto di Alexander Nasmyth.

Al culmine del Royal Mile di fronte al castello esiste una grande piazza detta Esplanade. Su questa piazza ha luogo l'Edinburgh Military Tattoo tutti gli anni fra agosto e settembre. Da questa piazza si può ammirare la Half Moon Battery, ritratta in un dipinto del pittore Alexander Nasmyth del 1780. Questo edificio a forma cilindrica, del 1574, incorpora parte della costruzione del 1364 nota come David's Tower.
Il castello vero e proprio si trova al di là di un portale sito nella cinta muraria e fronteggiante l'Half Moon Battery. La strada si inerpica lungo la collina e passa sotto un altro portico giungendo poi in un cortile detto Crown Square.

### David's Tower
La David's Tower fu commissionata nel 1368 da Davide II figlio di Roberto I di Scozia. La torre era di dimensioni eccezionali per gli standard costruttivi del tempo e venne edificata sul luogo in cui ora esiste l'Half Moon Battery. Era alta circa 30 metri e constava di tre piani, ciascuno alto quanto l'attuale Half Moon Battery. La torre, inizialmente, ebbe funzione di ingresso al castello ma successivamente venne ampliata con l'inserimento di appartamenti per gli ospiti e per la nobiltà in visita e l'ingresso iniziale venne trasformato in una stanza per gli ospiti.
Quando la regina cattolica Maria Stuarda, sposò James Hepburn nel 1567, una gran parte della nobiltà, di religione protestante, si ribellò e Maria venne imprigionata nel castello di Loch Leven e costretta ad abdicare in favore del figlio Giacomo VI di appena un anno di età. Nonostante ciò, parte della nobiltà le rimase fedele a difesa del castello di Edimburgo. William Kirkcaldy di Grange, tenne il castello sotto l'assedio di Lang per un anno intero fino al 1573, quando il reggente, Morton, dell'infante Giacomo chiese aiuto alla regina Elisabetta I d'Inghilterra per poter finalmente aver ragione della difesa del castello. Questa inviò dei grossi cannoni dal castello di Berwick e così, dopo dieci giorni dall'inizio del bombardamento, nel maggio di quell'anno, la David's Tower crollò rovinosamente al suolo.
Il crollo della torre bloccò la via per raggiungere l'unica fonte d'acqua disponibile per gli abitanti del castello e dopo pochi giorni vi fu la resa, appena quindici giorni dopo l'arrivo dei cannoni. Kirkcaldy venne impiccato e gran parte del castello ricostruita, compresa la nuova Half Moon Battery.

### Half Moon Battery
La Half Moon Battery venne prontamente costruita sul sito dove esisteva la vecchia David's Tower. Questo magnifico bastione di difesa, prominente rispetto al lato est del castello ai giorni nostri, è situato sulle rovine della vecchia torre ed ingloba diverse stanze del primo e secondo piano della stessa. Molti di questi ambienti, le cui aperture danno sulle mura interne del castello, sono visitabili ancora oggi. La Half Moon Battery venne completata nel 1588.

### Crown Square

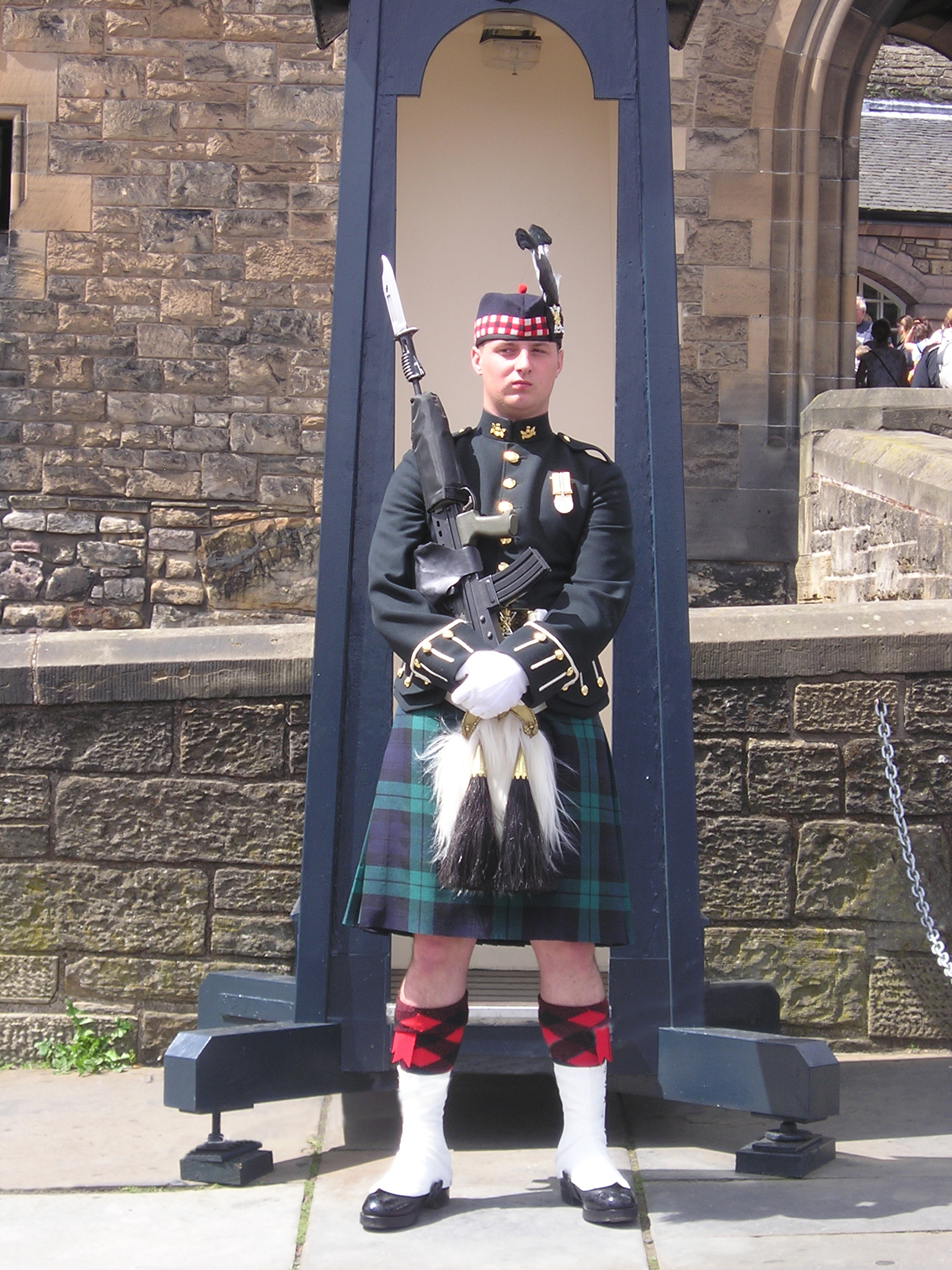
Guardia nella classica tenuta scozzese di guardia all'ingresso del castello.

La Crown Square è una cittadella situata in cima al castello. La piazza è contornata dal National War Memorial a nord, dal Royal Palace ad est, dalla Great Hall a sud e dal Queen Anne Building a ovest.

### The King's Lodging
I King's Lodging sono gli appartamenti reali, del XV secolo, e comprendono una piccola stanza nota come piccola camera o stanza di Maria dove nacque quello che sarebbe poi diventato re Giacomo I, divenuto poi anche re d'Inghilterra alla morte della regina Elisabetta I.

### The Great Hall
La Great Hall del castello fu costruita nel 1511 per volere del re Giacomo IV. Venne usata per le riunioni del Parlamento scozzese prima che venisse costruito il Parliament Hall nel 1639, fuori dalla cinta del castello e nelle vicinanze della cattedrale di St Giles. La Great Hall viene ancora usata, in alcune occasioni importanti, per cerimonie di Stato.

### The Crown Room
La Crown Room è una sala a volta che contiene i gioielli della Corona scozzese. Essi sono rappresentati dalla corona di Scozia, dallo scettro e dalla spada oltre ad altri innumerevoli gioielli appartenuti ai monarchi della nazione. La corona è del 1540 ed è stata realizzata in oro con 94 perle, 10 brillanti e 33 pietre preziose e semi-preziose. Lo scettro è anch'esso in oro e sormontato da un grande cristallo di rocca. Ma il tesoro più importante in essa contenuto è la Pietra di Scone sulla quale sono stati incoronati tutti i re di Scozia sin dall'antichità. Essa era stata portata in Inghilterra ed incorporata nel trono delle incoronazioni nell'Abbazia di Westminster a Londra, ma nel 1996 è stata riportata ad Edimburgo con l'intesa che verrà riportata a Londra per l'incoronazione dei prossimi re (infatti è stata brevemente portata a Westminster per l'incoronazione di re Carlo III nel 2023).
Anche se non ci furono più incoronazioni in Scozia dopo quella di Carlo II Stuart nel 1651 a Scone i gioielli hanno ancora un ruolo cerimoniale dopo la solenne processione che li portò dal castello di Edimburgo al Palazzo di Holyrood nel 1822 in occasione della visita di Giorgio IV. 
Secondo un'usanza iniziata con Giorgio V nel 1911 i gioielli della Corona scozzese vengono "presentati" ossia portati davanti al sovrano britannico in un servizio di ringraziamento alla cattedrale di St Giles di Edimburgo  nella visita ufficiale in Scozia dopo la propria incoronazione a Westminster, ciò è successo con la regina Elisabetta II il 24 giugno 1953 e con Carlo III il 5 luglio 2023. Inoltre dal 1999 la Corona è stata a volte esibita su un cuscino alla cerimonia di apertura del Parlamento scozzese e nel 2022 è stata esposta sopra la bara di Elisabetta II, morta in Scozia al castello di Balmoral, nella cattedrale di St Giles.

### Scottish National War Memorial
Lo Scottish National War Memorial venne costruito dopo la prima guerra mondiale per commemorare i caduti scozzesi e coloro i quali caddero combattendo nei reggimenti scozzesi. È stato inaugurato il 14 luglio 1927.

### National War Museum of Scotland
Il War Museum of Scotland è una branca del National Museums of Scotland. Era conosciuto come Scottish United Services Museum e ancora prima come Scottish Naval and Military Museum. Esso narra la storia militare della Scozia e le guerre degli ultimi 400 anni. Gli avvenimenti sono documentati con ricostruzioni in scala, uniformi dell'epoca, armi e medaglie di tutte le epoche illustrate.

### St. Margaret's Chapel

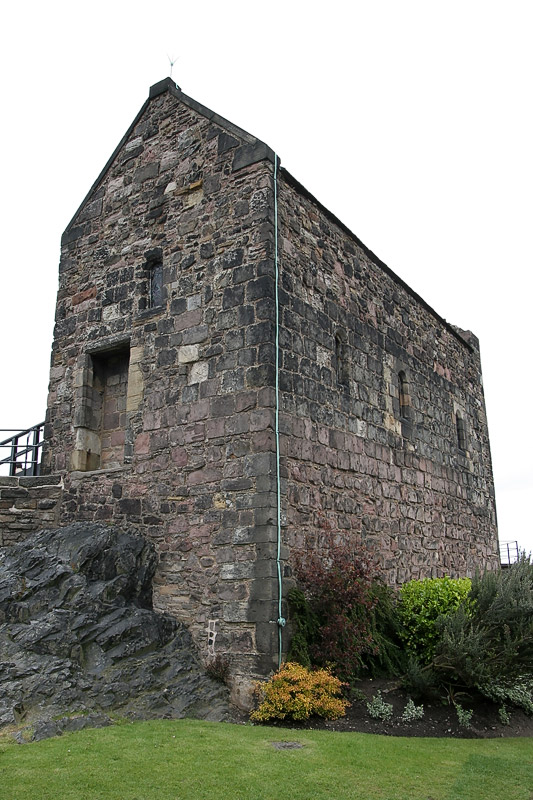
L'esterno della St. Margaret's Chapel

Il più antico edificio del castello e della città di Edimburgo è la St. Margaret's Chapel la cui costruzione risale al XII secolo. Essa venne fatta costruire dal re Davide I come cappella privata della famiglia reale e dedicata alla propria madre che morì nel castello nel 1093.
Roberto Bruce si vide distrutto il castello dal suo luogotenente Tommaso Randolph 1º signore di Moray, per prevenirne l'occupazione da parte degli inglesi dopo la sconfitta, partita dalle truppe scozzesi, nella battaglia di Falkirk. Subito dopo Bruce si recò a pregare sulle rovine della cappella e ne ordinò la ricostruzione. La campagna contro gli inglesi, che era iniziata con una sconfitta, si trasformò in un successo e Roberto sconfisse Edoardo II.
Questo edificio è usato ancora oggi per varie cerimonie religiose come matrimoni e battesimi, ma può contenere al massimo venticinque persone compresi gli officianti.

### Mons Meg

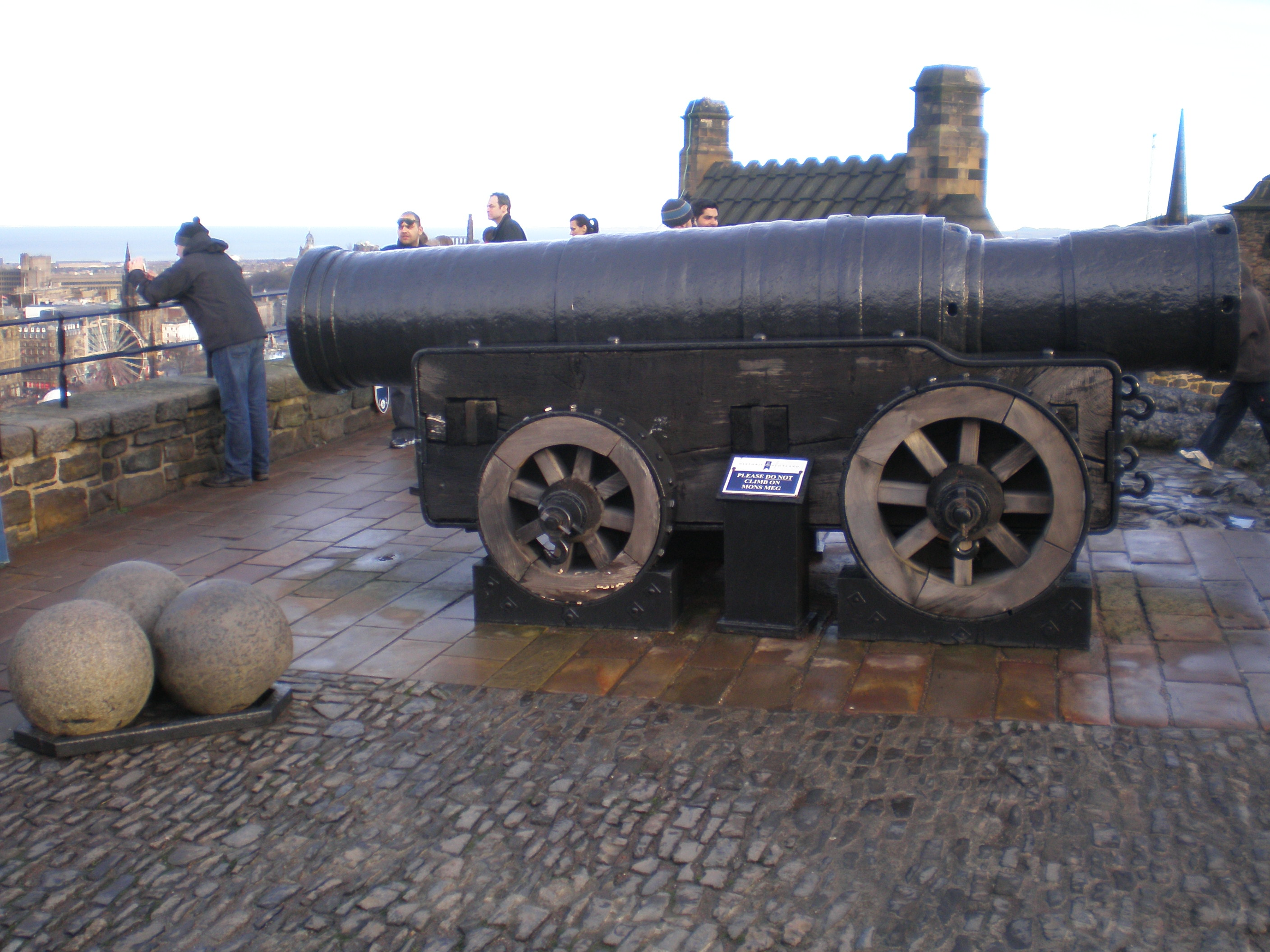
Il cannone da assedio del XV secolo Mons Meg

Il grande cannone da assedio del XV secolo Mons Meg è posto all'esterno della St. Margaret's Chapel. Il cannone, pesante sei tonnellate, è puntato verso il nord della città di Edimburgo. Dagli spalti del castello si può ammirare il panorama che dà sul Royal Botanic Garden che dista 3,2 km. dal castello. Ed è qui che una delle palle di pietra di 150 kg, scagliate dal cannone, cadde quando vennero sparate delle salve in occasione del matrimonio della regina Maria Stuarda con il delfino di Francia Francesco II nel 1558. Mons Meg venne usato per l'ultima volta il 14 ottobre 1681 in occasione del compleanno di Giacomo II d'Inghilterra.

## Tradizioni

### Funzioni militari
Nonostante il castello sia un'attrazione turistica, ha ancora funzioni militari essendo qui la sede del quartier generale dell'Esercito britannico. Sono altresì qui le caserme principali del quartier generale della British 52nd Infantry Brigade, del Royal Regiment of Scotland e del Royal Scots Dragoon Guards. Dentro il castello vi è anche il museo dei Royal Scots. Questo e il Museo di guerra scozzese sono ad ingresso libero per i visitatori del castello.

### Military Tattoo
Uno spettacolo molto suggestivo chiamato Edinburgh Military Tattoo ha luogo tutti gli anni, nel mese di agosto, sulla Esplanade antistante l'ingresso del castello. Lo spettacolo, essenzialmente di natura militare, rievoca la storia della Scozia con evoluzioni di reggimenti scozzesi di varie epoche nei costumi tradizionali con il classico kilt, le cornamuse ed i tamburi. Recentemente è stata inserita una sezione che prevede la partecipazione di attrazioni provenienti da altri paesi. Il gran finale vede la sfilata di tutti i reparti scozzesi che in parata con le loro bande di cornamuse e tamburi suonano, tutte insieme, musiche tradizionali.

### One O'Clock Gun

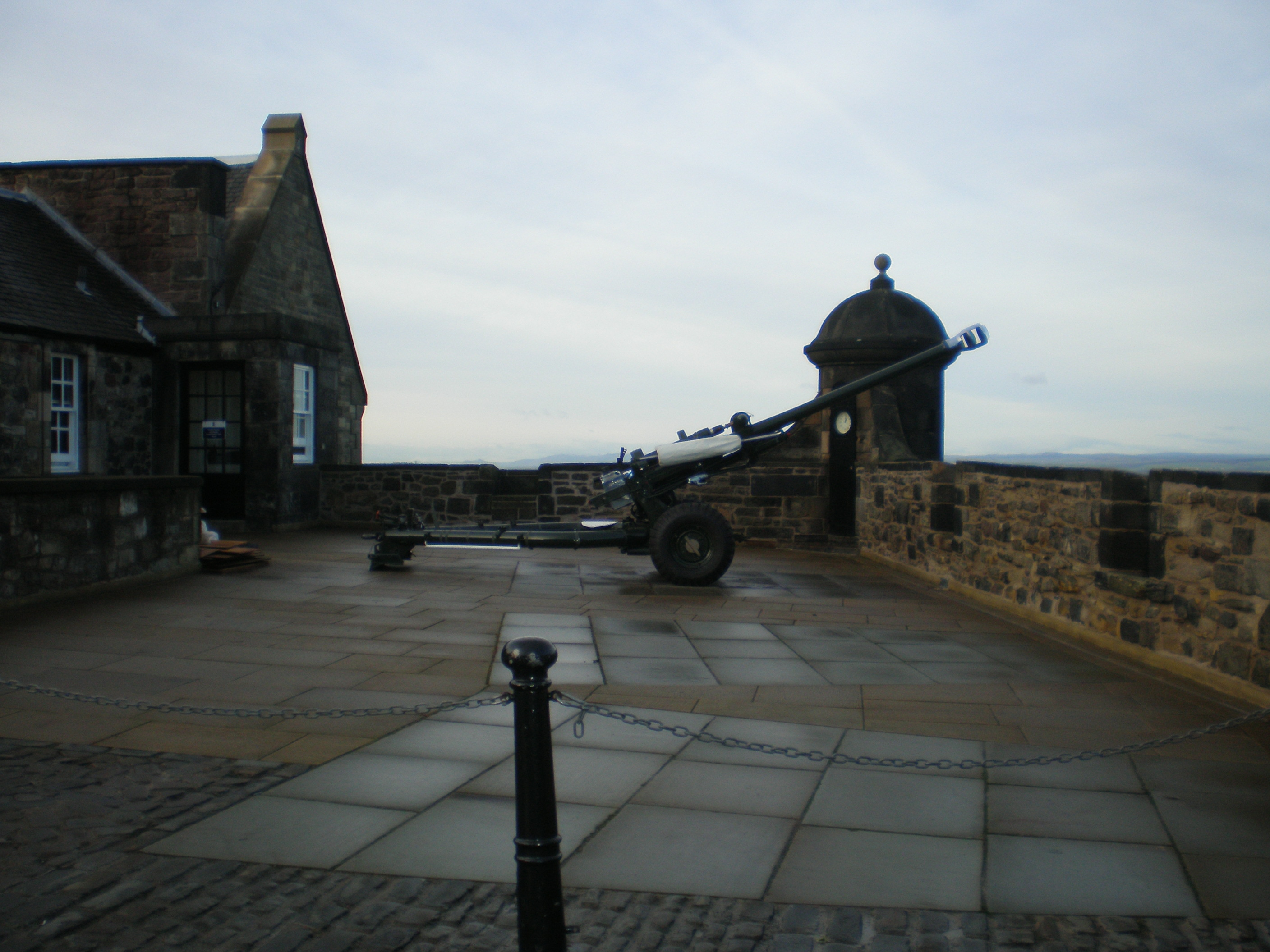
Il cannone del One O'Clock Gun

Il One O'Clock Gun spara tutti i giorni, esclusa la domenica, alle ore 13,00 per consentire agli abitanti di Edimburgo di regolare l'orologio. L'origine di questa tradizione risale ai tempi passati quando i velieri che stazionavano nel porto di Edimburgo avevano bisogno di una fonte ufficiale per regolare i loro orologi di bordo.
Nel 1861 il capitano Wauchope, un ufficiale scozzese della Royal Navy inventò uno strumento detto la palla del tempo, visibile ancora oggi in cima al monumento a Orazio Nelson a Calton Hill.
Alle ore 13,00 la palla veniva lasciata cadere lungo un'asta dando così il segnale ai marinai. Ma questo significava che qualcuno avrebbe dovuto osservare a lungo il monumento e comunque non si poteva vedere nelle frequenti giornate di nebbia.
Così, nello stesso anno, il cannone sparò simultaneamente allo scorrere della palla. All'origine ci volevano quattro uomini per caricare il cannone che sparava dalla Half Moon Battery.
Il colpo di cannone poteva essere facilmente udito dal porto distante circa tre chilometri. Nel corso degli anni sono stati più volte sostituiti i cannoni usati per questo segnale ed oggi la salva viene sparata da un cannoncino posto nella Mill's Mount Battery situata nel nord del castello. Per rendere precisa l'indicazione dell'ora (visto che il suono si propaga nell'aria a circa 343 m/s), sono state redatte delle tabelle che mostrano l'ora esatta in funzione della distanza di colui che sente il colpo di cannone rispetto al castello.
Nonostante ormai questo segnale non sia più necessario, la cerimonia è diventata un'attrazione turistica.